# Павловский, Богумил
Богумил Павло́вский (пол. Bogumił Pawłowski; 25 ноября 1898, Краков (ныне Польша) — 8 мая 1971, там же) — польский ботаник, член Польской АН (1952-71).

## Биография
Родился Богумил Павловский 25 ноября 1898 года в Кракове.
С 1938 по 1961 год занимал должность профессора Ягеллонского университета, с 1961 по 1971 год занимал должность директора Института ботаники в Кракове.
Скончался Богумил Павловский 8 мая 1971 года в Кракове.

## Научная деятельность
Богумил Павловский очень много работал вместе с другими прославленными учёными и ботаниками. Вместе с Максом Уолтерсом Богумил Павловский обработал 50 видов рода манжетка для флоры Турции.
Основные научные работы посвящены флористике, систематике, географии растений и охране природы. Богумил Павловский — автор свыше 100 научных работ по ботанике.
- Принимал участие в организации исследований по фитосоциологии в Польше.

### Избранные научные труды и литература
- Флора Польши (1919-47).
- Определители польских растений (совм. с С.Кульчинским и В.Шафером).

## Список использованной литературы
- Биологи. Биографический справочник. — Киев: Наук. думка, 1984. — 816 с.